# Liga a IV-a 2020-2021
Liga a IV-a 2020-2021 a fost cel de-al 79-lea sezon al Ligii a IV-a, al patrulea nivel al sistemului de ligi al fotbalului românesc. Sezonul a fost amânat inițial din cauza costurilor mari generate de pandemia COVID-19, dar pe 7 aprilie 2021, Federația Română de Fotbal a aprobat un nou protocol pentru ligile de amatori, cu costuri mai mici. Asociațiile județene au avut la dispoziție doar o lună pentru a juca un sezon blitzkrieg, dar doar 24 de ligi (din 42) au avut competiție și au anunțat un campion din timp, alte trei asociații județene (Călărași, Giurgiu și Vrancea) au organizat o competiție, dar care s-a încheiat după termenul impus de FRF.

Barajul pentru promovare s-a disputat în două etape. Prima rundă a fost disputată între 6 câștigători ai ligii a IV-a (aleși aleatoriu), constând din 3 meciuri jucate pe teren neutru. Al doilea tur s-a disputat ca play-off pentru promovare/retrogradare, între ultimele două echipe din fiecare serie a Ligii a III-a 2020–21 (2X10) și câștigătoarele ligilor județene.

## Campionate județene
| Nord–Vest - Bihor (BH) - Bistrița-Năsăud (BN) - Cluj (CJ) - Maramureș (MM) - Satu Mare (SM) - Sălaj (SJ) | Nord–Est - Bacău (BC) - Botoșani (BT) - Iași (IS) - Neamț (NT) - Suceava (SV) - Vaslui (VS) | Centru - Alba (AB) - Brașov (BV) - Covasna (CV) - Harghita (HR) - Mureș (MS) - Sibiu (SB) | Vest - Arad (AR) - Caraș-Severin (CS) - Gorj (GJ) - Hunedoara (HD) - Mehedinți (MH) - Timiș (TM) |

| Sud–Vest - Argeș (AG) - Dolj (DJ) - Dâmbovița (DB) - Olt (OT) - Teleorman (TR) - Vâlcea (VL) | Sud - București (B) - Călărași (CL) - Giurgiu (GR) - Ialomița (IL) - Ilfov (IF) - Prahova (PH) | Sud–Est - Brăila (BR) - Buzău (BZ) - Constanța (CT) - Galați (GL) - Tulcea (TL) - Vrancea (VN) |

## Runda preliminară
| Echipa 1            | Scor | Echipa 2                  |
| ------------------- | ---- | ------------------------- |
| Viitorul Cluj (CJ)  | 2–2  | (BC) Dinamo Bacău         |
| Avrig (SB)          | 0–4  | (PH) Petrolul 95 Ploiești |
| Victoria Carei (SM) | 0–3  | (AG) Real Bradu           |

| 12 May 2021          | Viitorul Cluj (CJ)            | 2–2 (d.p.) (3–4 d.l.d.)            | Dinamo Bacău (BC)        | Odorheiu Secuiesc                                                          |  |
| 17:00 EEST (UTC+3)   | Fărăgău 25' (pen.) Pintea 44' | Raport                             | Patriche 28' Brăescu 69' | Stadion: Municipal Spectatori: 0 Arbitru: Valentin Naidin (Turnu Măgurele) |  |
|                      | Lovituri de departajare       |                                    |                          |                                                                            |  |
| Râză · Pintea · Duda |                               | Tofan · Patriche · Furtună · Juncu |                          |                                                                            |  |

| 12 May 2021        | Avrig (SB) | 0–4    | Petrolul 95 Ploiești (PH)                        | Brașov                                                         |  |
| 17:00 EEST (UTC+3) |            | Raport | G. Dumitru 7' Țînțaru 59' Dr. Dumitru 87', 90+4' | Stadion: ICIM Spectatori: 0 Arbitru: Octavian Ciucanu (Brașov) |  |

| 12 May 2021        | Victoria Carei' (SM) | 0–3    | Real Bradu (AG)                      | Mediaș                                                               |  |
| 17:00 EEST (UTC+3) |                      | Raport | Năstăsie 15' Păvăluță 86' Păun 90+2' | Stadion: Gaz Metan Spectatori: 0 Arbitru: Dragoș Lunca (Cluj-Napoca) |  |

## Play-off-ul de promovare/retrogradare
| Echipa 1                      | Scor gen. | Echipa 2                                    | Tur | Retur |
| ----------------------------- | --------- | ------------------------------------------- | --- | ----- |
| Region 1                      |           |                                             |     |       |
| Dinamo Bacău (BC)             | w/o       | (L3) Bradu Borca \|\|w/o\|\|w/o             |     |       |
| Pașcani (L3)                  | 7–1       | (VS) CSM Vaslui \|\|2–1\|\|5–0              |     |       |
| Odorheiu Secuiesc (L3)        | 4–1       | (SV) Viitorul Liteni \|\|2–0\|\|2–1         |     |       |
| Region 2                      |           |                                             |     |       |
| Team Săgeata (BZ)             | 2–5       | (L3) Avântul Valea Mărului \|\|1–3\|\|1–2   |     |       |
| Sportul Chiscani (L3)         | w/o       | (CT) Ovidiu \|\|w/o\|\|w/o                  |     |       |
| Făurei (L3)                   | 2–2       | (IL) Fetești \|\|2–2\|\|0–0                 |     |       |
| Region 3                      |           |                                             |     |       |
| Oltenița (L3)                 | 4–4       | (PH) Petrolul 95 Ploiești \|\|0–3\|\|4–1    |     |       |
| Rapid Buzescu (TR)            | 0–5       | (L3) Recolta Gheorghe Doja \|\|0–3\|\|0–2   |     |       |
| Academica Clinceni II (L3)    | 3–3       | (IF) Viitorul Domnești \|\|1–1\|\|2–2       |     |       |
| Region 4                      |           |                                             |     |       |
| Balotești (L3)                | 0–6       | (AG) Real Bradu \|\|0–2\|\|0–4              |     |       |
| Concordia Chiajna II (L3)     | 6–2       | (BV) Codlea \|\|3–1\|\|3–1                  |     |       |
| Băbeni (VL)                   | 3–11      | (L3) Kids Tâmpa Brașov \|\|3–4\|\|0–7       |     |       |
| Region 5                      |           |                                             |     |       |
| Universitatea Craiova II (L3) | 1–3       | (CS) Voința Lupac \|\|1–0\|\|0–3            |     |       |
| Dunărea Calafat (DJ)          | 1–4       | (L3) Progresul Ezeriș \|\|1–1\|\|0–3        |     |       |
| Viitorul Șimian (MH)          | 5–5       | (L3) Minerul Costești \|\|2–1\|\|3–4        |     |       |
| Region 6                      |           |                                             |     |       |
| Industria Galda (L3)          | 1–2       | (TM) Pobeda Stár Bišnov \|\|0–0\|\|1–2      |     |       |
| Hermannstadt II (L3)          | 4–5       | (AR) Frontiera Curtici \|\|1–2\|\|3–3       |     |       |
| Aurul Brad (HD)               | 5–3       | (L3) Fortuna Becicherecu Mic \|\|3–1\|\|2–2 |     |       |
| Region 7                      |           |                                             |     |       |
| Rapid Jibou (SJ)              | 4–7       | (L3) Luceafărul Oradea \|\|1–1\|\|3–6       |     |       |
| Ocna Mureș (L3)               | 8–4       | (MS) Iernut \|\|3–0\|\|5–4                  |     |       |
| Progresul Șomcuta Mare (L3)   | 6–2       | (MM) Sighetu Marmației \|\|3–1\|\|3–1       |     |       |

## Clasamente Liga a IV-a

### Arad
| Due to the COVID-19 pandemic, only nine teams from previous season entered in this short tournament – Podgoria Pâncota, CS Beliu and CS Glogovăț announced that cannot comply with the conditions imposed by the medical protocol. |

| Loc | Echipa                   | MJ | V | E | Î | GM | GP | DG  | Pct | Calificare                          |
| --- | ------------------------ | -- | - | - | - | -- | -- | --- | --- | ----------------------------------- |
| 1   | Frontiera Curtici (C, Q) | 8  | 6 | 1 | 1 | 17 | 8  | +9  | 19  | Qualification to promotion play-off |
| 2   | Socodor                  | 8  | 5 | 2 | 1 | 20 | 13 | +7  | 17  |                                     |
| 3   | Ineu                     | 8  | 5 | 1 | 2 | 11 | 5  | +6  | 16  |                                     |
| 4   | Unirea Sântana           | 8  | 4 | 1 | 3 | 20 | 10 | +10 | 13  |                                     |
| 5   | Șoimii Șimand            | 8  | 3 | 3 | 2 | 15 | 12 | +3  | 12  |                                     |
| 6   | Victoria Felnac          | 8  | 3 | 2 | 3 | 17 | 11 | +6  | 11  |                                     |
| 7   | Păulișana Păuliș         | 8  | 2 | 1 | 5 | 17 | 16 | +1  | 7   |                                     |
| 8   | Victoria Zăbrani         | 8  | 2 | 1 | 5 | 10 | 12 | −2  | 7   |                                     |
| 9   | UTA Arad II              | 8  | 0 | 0 | 8 | 4  | 44 | −40 | 0   |                                     |

Results
| \| Acasă \ Deplasare \| FRO \| SOC \| INE \| SÂN \| ȘIM \| FEL \| PĂU \| ZBR \| UTA \| \| ----------------- \| --- \| --- \| --- \| --- \| --- \| --- \| --- \| --- \| ---- \| \| Frontiera Curtici \| \| \| 2–1 \| \| 4–1 \| \| 4–2 \| \| \| \| Socodor \| 2–1 \| \| \| 3–2 \| \| 4–1 \| \| 4–1 \| \| \| Ineu \| \| 3–0 \| \| \| 0–0 \| \| 1–0 \| \| \| \| Unirea Sântana \| 1–2 \| \| 3–1 \| \| \| 3–0 \| \| 1–1 \| \| \| Șoimii Șimand \| \| 1–1 \| \| 3–2 \| \| 0–0 \| \| 2–4 \| 6–1 \| \| Victoria Felnac \| 1–1 \| \| 0–1 \| \| \| \| 3–0 \| 2–1 \| 10–1 \| \| Păulișana Păuliș \| \| 3–3 \| \| 0–2 \| 0–2 \| \| \| \| 11–1 \| \| Victoria Zăbrani \| 0–1 \| \| 0–1 \| \| \| \| 0–1 \| \| 3–0 \| \| UTA Arad II \| 0–2 \| 1–3 \| 0–3 \| 0–6 \| \| \| \| \| \| Sursă: AJF Arad Culori: Albastru = câștigă gazdele; Galben = remiză; Roșu = câștigă oaspeții. |     |     |     |     |     |     |     |     |      |
| Acasă \ Deplasare | FRO | SOC | INE | SÂN | ȘIM | FEL | PĂU | ZBR | UTA  |
| Frontiera Curtici |     |     | 2–1 |     | 4–1 |     | 4–2 |     |      |
| Socodor | 2–1 |     |     | 3–2 |     | 4–1 |     | 4–1 |      |
| Ineu |     | 3–0 |     |     | 0–0 |     | 1–0 |     |      |
| Unirea Sântana | 1–2 |     | 3–1 |     |     | 3–0 |     | 1–1 |      |
| Șoimii Șimand |     | 1–1 |     | 3–2 |     | 0–0 |     | 2–4 | 6–1  |
| Victoria Felnac | 1–1 |     | 0–1 |     |     |     | 3–0 | 2–1 | 10–1 |
| Păulișana Păuliș |     | 3–3 |     | 0–2 | 0–2 |     |     |     | 11–1 |
| Victoria Zăbrani | 0–1 |     | 0–1 |     |     |     | 0–1 |     | 3–0  |
| UTA Arad II | 0–2 | 1–3 | 0–3 | 0–6 |     |     |     |     |      |

### Argeș County
Group A
| Loc | Echipa            | MJ | V | E | Î | GM | GP | DG  | Pct | Calificare                             |
| --- | ----------------- | -- | - | - | - | -- | -- | --- | --- | -------------------------------------- |
| 1   | Real Bradu (Q)    | 4  | 4 | 0 | 0 | 19 | 4  | +15 | 12  | Qualification to championship play-off |
| 2   | Recea (Q)         | 4  | 2 | 1 | 1 | 9  | 12 | −3  | 7   | Qualification to championship play-off |
| 3   | Energia Stolnici  | 4  | 2 | 0 | 2 | 13 | 8  | +5  | 6   |                                        |
| 4   | Victoria Buzoești | 4  | 1 | 1 | 2 | 5  | 9  | −4  | 4   |                                        |
| 5   | Suseni            | 4  | 0 | 0 | 4 | 4  | 17 | −13 | 0   |                                        |

Results
| \| Acasă \ Deplasare \| BRA \| CSR \| ENE \| VIC \| SUS \| \| ----------------- \| --- \| --- \| --- \| --- \| --- \| \| Real Bradu \| \| 7–1 \| \| \| 5–0 \| \| Recea \| \| \| 3–1 \| \| 3–2 \| \| Energia Stolnici \| 1–3 \| \| \| 3–0 \| \| \| Victoria Buzoești \| 2–4 \| 2–2 \| \| \| \| \| Suseni \| \| \| 2–8 \| 0–1 \| \| Sursă: AJF Argeș Culori: Albastru = câștigă gazdele; Galben = remiză; Roșu = câștigă oaspeții. |     |     |     |     |     |
| Acasă \ Deplasare | BRA | CSR | ENE | VIC | SUS |
| Real Bradu |     | 7–1 |     |     | 5–0 |
| Recea |     |     | 3–1 |     | 3–2 |
| Energia Stolnici | 1–3 |     |     | 3–0 |     |
| Victoria Buzoești | 2–4 | 2–2 |     |     |     |
| Suseni |     |     | 2–8 | 0–1 |     |

Group B
| Loc | Echipa                | MJ | V | E | Î | GM | GP | DG | Pct | Calificare                             |
| --- | --------------------- | -- | - | - | - | -- | -- | -- | --- | -------------------------------------- |
| 1   | Poiana Lacului (Q)    | 4  | 2 | 1 | 1 | 12 | 9  | +3 | 7   | Qualification to championship play-off |
| 2   | Gloria Berevoești (Q) | 4  | 2 | 1 | 1 | 5  | 4  | +1 | 7   | Qualification to championship play-off |
| 3   | Inter Câmpulung       | 4  | 1 | 2 | 1 | 7  | 7  | 0  | 5   |                                        |
| 4   | Vulturii Priboieni    | 4  | 1 | 1 | 2 | 9  | 9  | 0  | 4   |                                        |
| 5   | Juventus Bascov       | 4  | 1 | 1 | 2 | 11 | 15 | −4 | 4   |                                        |

Results
| \| Acasă \ Deplasare \| POI \| GLB \| INT \| PRI \| JUV \| \| ------------------ \| --- \| --- \| --- \| --- \| --- \| \| Poiana Lacului \| \| 2–1 \| \| 5–2 \| \| \| Gloria Berevoești \| \| \| 0–0 \| \| 2–1 \| \| Inter Câmpulung \| 2–1 \| \| \| 1–1 \| \| \| Vulturii Priboieni \| \| 1–2 \| \| \| 5–1 \| \| Juventus Bascov \| 4–4 \| \| 5–4 \| \| \| Sursă: AJF Argeș Culori: Albastru = câștigă gazdele; Galben = remiză; Roșu = câștigă oaspeții. |     |     |     |     |     |
| Acasă \ Deplasare | POI | GLB | INT | PRI | JUV |
| Poiana Lacului |     | 2–1 |     | 5–2 |     |
| Gloria Berevoești |     |     | 0–0 |     | 2–1 |
| Inter Câmpulung | 2–1 |     |     | 1–1 |     |
| Vulturii Priboieni |     | 1–2 |     |     | 5–1 |
| Juventus Bascov | 4–4 |     | 5–4 |     |     |

Championship play-off 
Semi-finals
| Echipa 1   | Scor | Echipa 2          |
| ---------- | ---- | ----------------- |
| Real Bradu | 3–0  | Gloria Berevoești |
| Recea      | 0–5  | Poiana Lacului    |

Final
| Echipa 1   | Scor gen. | Echipa 2       | Tur | Retur |
| ---------- | --------- | -------------- | --- | ----- |
| Real Bradu | 10–0      | Poiana Lacului | 5–0 | 5–0   |

Real Bradu won the Liga IV Argeș County and qualify for promotion play-off to Liga III.

### Bacău County
Table
| Loc | Echipa              | MJ | V | E | Î | GM | GP | DG  | Pct | Calificare                          |
| --- | ------------------- | -- | - | - | - | -- | -- | --- | --- | ----------------------------------- |
| 1   | Dinamo Bacău (Q)    | 6  | 6 | 0 | 0 | 26 | 2  | +24 | 18  | Qualification to championship final |
| 2   | Viitorul Curița (Q) | 6  | 4 | 0 | 2 | 17 | 5  | +12 | 12  | Qualification to championship final |
| 3   | Faraoani            | 6  | 2 | 0 | 4 | 6  | 16 | −10 | 6   |                                     |
| 4   | Gauss Bacău         | 6  | 0 | 0 | 6 | 3  | 29 | −26 | 0   |                                     |

Results
| \| Acasă \ Deplasare \| DIN \| CUR \| FAR \| GAU \| \| ----------------- \| --- \| --- \| --- \| --- \| \| Dinamo Bacău \| \| 2–1 \| 6–0 \| 8–1 \| \| Viitorul Curița \| 0–2 \| \| 5–0 \| 5–0 \| \| Faraoani \| 0–3 \| 0–1 \| \| 3–0 \| \| Gauss Bacău \| 0–5 \| 1–5 \| 1–3 \| \| Sursă: AJF Bacău Culori: Albastru = câștigă gazdele; Galben = remiză; Roșu = câștigă oaspeții. |     |     |     |     |
| Acasă \ Deplasare | DIN | CUR | FAR | GAU |
| Dinamo Bacău |     | 2–1 | 6–0 | 8–1 |
| Viitorul Curița | 0–2 |     | 5–0 | 5–0 |
| Faraoani | 0–3 | 0–1 |     | 3–0 |
| Gauss Bacău | 0–5 | 1–5 | 1–3 |     |

Championship final 
| Echipa 1     | Scor                | Echipa 2        |
| ------------ | ------------------- | --------------- |
| Dinamo Bacău | 1–1 d.p. 5–4 d.l.d. | Viitorul Curița |

Dinamo Bacău won the Liga IV Bacău and qualify for promotion play-off to Liga III.

### Brașov County
Table
| Loc | Echipa             | MJ | V | E | Î | GM | GP | DG  | Pct | Calificare                             |
| --- | ------------------ | -- | - | - | - | -- | -- | --- | --- | -------------------------------------- |
| 1   | Codlea             | 6  | 4 | 2 | 0 | 17 | 4  | +13 | 14  | Qualification to championship play-off |
| 2   | Steagu Roșu Brașov | 6  | 3 | 1 | 2 | 7  | 7  | 0   | 10  | Qualification to championship play-off |
| 3   | Olimpic Zărnești   | 6  | 2 | 1 | 3 | 10 | 10 | 0   | 7   | Qualification to championship play-off |
| 4   | Colțea Brașov      | 6  | 0 | 2 | 4 | 6  | 19 | −13 | 2   | Qualification to championship play-off |
| 5   | Precizia Săcele    | 0  | 0 | 0 | 0 | 0  | 0  | 0   | 0   | Withdrew                               |

1. ↑  Precizia Săcele withdrew from the championship and all its results were canceled.[10]

Results
| \| Acasă \ Deplasare \| COD \| STE \| ZĂR \| COL \| PRE \| \| ------------------ \| -------- \| --- \| --- \| --- \| -------- \| \| Codlea \| \| 1–1 \| 2–1 \| 7–0 \| 1–2 \| \| Steagu Roșu Brașov \| 0–3 \| \| 0–2 \| 2–0 \| 0–4 \| \| Olimpic Zărnești \| 1–3 \| 0–1 \| \| 4–2 \| 0–0 \| \| Colțea Brașov \| 1–1 \| 1–3 \| 2–2 \| \| 27 April \| \| Precizia Săcele \| 23 April \| 1–0 \| 2–1 \| 3–1 \| \| Sursă: AJF Brașov Culori: Albastru = câștigă gazdele; Galben = remiză; Roșu = câștigă oaspeții. |          |     |     |     |          |
| Acasă \ Deplasare | COD      | STE | ZĂR | COL | PRE      |
| Codlea |          | 1–1 | 2–1 | 7–0 | 1–2      |
| Steagu Roșu Brașov | 0–3      |     | 0–2 | 2–0 | 0–4      |
| Olimpic Zărnești | 1–3      | 0–1 |     | 4–2 | 0–0      |
| Colțea Brașov | 1–1      | 1–3 | 2–2 |     | 27 April |
| Precizia Săcele | 23 April | 1–0 | 2–1 | 3–1 |          |

Championship play-off 
Table
| Loc | Echipa             | MJ | V | E | Î | GM | GP | DG  | Pct | Calificare                          |
| --- | ------------------ | -- | - | - | - | -- | -- | --- | --- | ----------------------------------- |
| 1   | Codlea (C, Q)      | 3  | 2 | 0 | 1 | 20 | 6  | +14 | 20  | Qualification to promotion play-off |
| 2   | Steagu Roșu Brașov | 3  | 2 | 0 | 1 | 12 | 12 | 0   | 16  |                                     |
| 3   | Olimpic Zărnești   | 3  | 2 | 0 | 1 | 17 | 12 | +5  | 13  |                                     |
| 4   | Colțea Brașov      | 3  | 0 | 0 | 3 | 8  | 27 | −19 | 2   |                                     |

Results
| \| Acasă \ Deplasare \| COD \| STE \| ZĂR \| COL \| \| ------------------ \| --- \| --- \| --- \| --- \| \| Codlea \| \| 2–0 \| \| 1–0 \| \| Steagu Roșu Brașov \| \| \| 2–1 \| 3–2 \| \| Olimpic Zărnești \| 2–0 \| \| \| \| \| Colțea Brașov \| \| \| 1–4 \| \| Sursă: AJF Brașov Culori: Albastru = câștigă gazdele; Galben = remiză; Roșu = câștigă oaspeții. |     |     |     |     |
| Acasă \ Deplasare | COD | STE | ZĂR | COL |
| Codlea |     | 2–0 |     | 1–0 |
| Steagu Roșu Brașov |     |     | 2–1 | 3–2 |
| Olimpic Zărnești | 2–0 |     |     |     |
| Colțea Brașov |     |     | 1–4 |     |

### Buzău County
Table
| Loc | Echipa           | MJ | V | E | Î | GM | GP | DG  | Pct | Calificare                          |
| --- | ---------------- | -- | - | - | - | -- | -- | --- | --- | ----------------------------------- |
| 1   | Team Săgeata (Q) | 6  | 5 | 0 | 1 | 12 | 7  | +5  | 15  | Qualification to championship final |
| 2   | Vadu Pașii (Q)   | 6  | 4 | 0 | 2 | 12 | 10 | +2  | 12  | Qualification to championship final |
| 3   | Voința Lanurile  | 6  | 3 | 0 | 3 | 10 | 7  | +3  | 9   |                                     |
| 4   | Viitorul Berca   | 6  | 0 | 0 | 6 | 8  | 18 | −10 | 0   |                                     |

Results
| \| Acasă \ Deplasare \| TSG \| VDP \| VLN \| VBE \| \| ----------------- \| --- \| --- \| --- \| --- \| \| Team Săgeata \| \| 1–2 \| 2–1 \| 5–4 \| \| Vadu Pașii \| 0–1 \| \| 1–4 \| 5–3 \| \| Voința Lanurile \| 0–1 \| 1–2 \| \| 2–0 \| \| Viitorul Berca \| 0–2 \| 0–2 \| 1–2 \| \| Sursă: AJF Buzău Culori: Albastru = câștigă gazdele; Galben = remiză; Roșu = câștigă oaspeții. |     |     |     |     |
| Acasă \ Deplasare | TSG | VDP | VLN | VBE |
| Team Săgeata |     | 1–2 | 2–1 | 5–4 |
| Vadu Pașii | 0–1 |     | 1–4 | 5–3 |
| Voința Lanurile | 0–1 | 1–2 |     | 2–0 |
| Viitorul Berca | 0–2 | 0–2 | 1–2 |     |

Championship final 
The championship final was played on 8 May 2021	 at Petrolul Stadium in Berca.
| Echipa 1     | Scor | Echipa 2   |
| ------------ | ---- | ---------- |
| Team Săgeata | 1–0  | Vadu Pașii |

Team Săgeata won the Liga IV Buzău and qualify for promotion play-off to Liga III.

### Caraș-Severin County
Table
| Loc | Echipa            | MJ | V | E | Î | GM | GP | DG  | Pct | Calificare                          |
| --- | ----------------- | -- | - | - | - | -- | -- | --- | --- | ----------------------------------- |
| 1   | Voința Lupac (Q)  | 6  | 5 | 0 | 1 | 20 | 7  | +13 | 15  | Qualification to championship final |
| 2   | Nera Bozovici (Q) | 6  | 4 | 1 | 1 | 13 | 9  | +4  | 13  | Qualification to championship final |
| 3   | Slatina-Timiș     | 6  | 1 | 1 | 4 | 10 | 13 | −3  | 4   |                                     |
| 4   | Oravița           | 6  | 1 | 0 | 5 | 8  | 22 | −14 | 3   |                                     |

Results
| \| Acasă \ Deplasare \| VLP \| NER \| SLT \| ORA \| \| ----------------- \| --- \| --- \| --- \| --- \| \| Voința Lupac \| \| 6–0 \| 2–0 \| 4–1 \| \| Nera Bozovici \| 5–1 \| \| 3–0 \| 2–0 \| \| Slatina-Timiș \| 0–2 \| 1–1 \| \| 7–2 \| \| Oravița \| 1–5 \| 1–2 \| 3–2 \| \| Sursă: AJF Caraș-Severin Culori: Albastru = câștigă gazdele; Galben = remiză; Roșu = câștigă oaspeții. |     |     |     |     |
| Acasă \ Deplasare | VLP | NER | SLT | ORA |
| Voința Lupac |     | 6–0 | 2–0 | 4–1 |
| Nera Bozovici | 5–1 |     | 3–0 | 2–0 |
| Slatina-Timiș | 0–2 | 1–1 |     | 7–2 |
| Oravița | 1–5 | 1–2 | 3–2 |     |

Championship final 
The championship final was played on 8 May 2021	 at Voința Stadium in Lupac.
| Echipa 1     | Scor | Echipa 2      |
| ------------ | ---- | ------------- |
| Voința Lupac | 4–0  | Nera Bozovici |

Voința Lupac won the Liga IV Caraș-Severin and qualify for promotion play-off to Liga III.

### Călărași County
Table
| Loc | Echipa                 | MJ | V | E | Î | GM | GP | DG  | Pct | Calificare |
| --- | ---------------------- | -- | - | - | - | -- | -- | --- | --- | ---------- |
| 1   | Venus Independența (C) | 7  | 5 | 1 | 1 | 19 | 9  | +10 | 16  | Champions  |
| 2   | Roseți                 | 7  | 5 | 1 | 1 | 21 | 9  | +12 | 16  |            |
| 3   | Dunărea Ciocănești     | 7  | 4 | 1 | 2 | 24 | 9  | +15 | 13  |            |
| 4   | Rapid Ulmeni           | 7  | 3 | 0 | 4 | 18 | 13 | +5  | 9   |            |
| 5   | Unirea Mânăstirea      | 7  | 2 | 3 | 2 | 7  | 10 | −3  | 9   |            |
| 6   | Dunărea Grădiștea      | 7  | 1 | 4 | 2 | 12 | 19 | −7  | 7   |            |
| 7   | Progresul Perișoru     | 7  | 1 | 2 | 4 | 10 | 21 | −11 | 5   |            |
| 8   | Conpet Ștefan Cel Mare | 7  | 1 | 0 | 6 | 7  | 28 | −21 | 3   |            |

Results
| \| Acasă \ Deplasare \| VEN \| ROS \| DCI \| RUL \| UMÂ \| DGR \| PRP \| CON \| \| ---------------------- \| --- \| --- \| --- \| --- \| --- \| --- \| --- \| --- \| \| Venus Independența \| \| \| 3–2 \| \| \| \| 4–1 \| 5–0 \| \| Roseți \| 1–2 \| \| 2–1 \| \| 2–0 \| \| 7–0 \| \| \| Dunărea Ciocănești \| \| \| \| 3–1 \| \| 6–1 \| \| 8–1 \| \| Rapid Ulmeni \| 1–2 \| 1–2 \| \| \| 0–1 \| \| \| 8–2 \| \| Unirea Mânăstirea \| 3–2 \| \| 1–1 \| \| \| 2–2 \| 0–0 \| \| \| Dunărea Grădiștea \| 1–1 \| 4–4 \| \| 0–3 \| \| \| \| 1–0 \| \| Progresul Perișoru \| \| \| 0–3 \| 3–4 \| \| 3–3 \| \| \| \| Conpet Ștefan Cel Mare \| \| 1–3 \| \| \| 3–0 \| \| 0–3 \| \| Sursă: AJF Călărași Culori: Albastru = câștigă gazdele; Galben = remiză; Roșu = câștigă oaspeții. |     |     |     |     |     |     |     |     |
| Acasă \ Deplasare | VEN | ROS | DCI | RUL | UMÂ | DGR | PRP | CON |
| Venus Independența |     |     | 3–2 |     |     |     | 4–1 | 5–0 |
| Roseți | 1–2 |     | 2–1 |     | 2–0 |     | 7–0 |     |
| Dunărea Ciocănești |     |     |     | 3–1 |     | 6–1 |     | 8–1 |
| Rapid Ulmeni | 1–2 | 1–2 |     |     | 0–1 |     |     | 8–2 |
| Unirea Mânăstirea | 3–2 |     | 1–1 |     |     | 2–2 | 0–0 |     |
| Dunărea Grădiștea | 1–1 | 4–4 |     | 0–3 |     |     |     | 1–0 |
| Progresul Perișoru |     |     | 0–3 | 3–4 |     | 3–3 |     |     |
| Conpet Ștefan Cel Mare |     | 1–3 |     |     | 3–0 |     | 0–3 |     |

### Cluj County
Table
| Loc | Echipa               | MJ | V | E | Î | GM | GP | DG  | Pct | Calificare                          |
| --- | -------------------- | -- | - | - | - | -- | -- | --- | --- | ----------------------------------- |
| 1   | Viitorul Cluj (C, Q) | 7  | 5 | 1 | 1 | 46 | 5  | +41 | 16  | Qualification to promotion play-off |
| 2   | Victoria Cluj        | 7  | 5 | 1 | 1 | 42 | 12 | +30 | 16  |                                     |
| 3   | Academia Florești    | 7  | 2 | 1 | 4 | 16 | 38 | −22 | 7   |                                     |
| 4   | AMEFA Cluj           | 7  | 0 | 1 | 6 | 8  | 57 | −49 | 1   |                                     |

Results
| \| Acasă \ Deplasare \| VIC \| VCL \| AFF \| AMF \| \| ----------------- \| --- \| --- \| --- \| --- \| \| Viitorul Cluj \| \| \| \| \| \| Victoria Cluj \| \| \| \| \| \| Academia Florești \| \| \| \| \| \| AMEFA Cluj \| \| \| \| \| Sursă: AJF Cluj Culori: Albastru = câștigă gazdele; Galben = remiză; Roșu = câștigă oaspeții. |     |     |     |     |
| Acasă \ Deplasare | VIC | VCL | AFF | AMF |
| Viitorul Cluj |     |     |     |     |
| Victoria Cluj |     |     |     |     |
| Academia Florești |     |     |     |     |
| AMEFA Cluj |     |     |     |     |

### Constanța County
Table
| Loc | Echipa              | MJ | V | E | Î | GM | GP | DG | Pct | Calificare                          |
| --- | ------------------- | -- | - | - | - | -- | -- | -- | --- | ----------------------------------- |
| 1   | Ovidiu              | 6  | 4 | 2 | 0 | 13 | 8  | +5 | 14  | Qualification to championship final |
| 2   | Eforie              | 6  | 2 | 4 | 0 | 15 | 9  | +6 | 10  | Qualification to championship final |
| 3   | Năvodari            | 6  | 1 | 2 | 3 | 11 | 13 | −2 | 5   | Qualification to third place match  |
| 4   | Mihail Kogălniceanu | 6  | 1 | 0 | 5 | 12 | 21 | −9 | 3   | Qualification to third place match  |

Results
| \| Acasă \ Deplasare \| OVI \| EFO \| NĂV \| MKO \| \| ------------------- \| --- \| --- \| --- \| --- \| \| Ovidiu \| \| 1–1 \| 2–1 \| 3–2 \| \| Eforie \| 1–1 \| \| 3–3 \| 4–2 \| \| Năvodari \| 1–2 \| 1–1 \| \| 2–3 \| \| Mihail Kogălniceanu \| 2–4 \| 1–5 \| 2–3 \| \| Sursă: Culori: Albastru = câștigă gazdele; Galben = remiză; Roșu = câștigă oaspeții. |     |     |     |     |
| Acasă \ Deplasare | OVI | EFO | NĂV | MKO |
| Ovidiu |     | 1–1 | 2–1 | 3–2 |
| Eforie | 1–1 |     | 3–3 | 4–2 |
| Năvodari | 1–2 | 1–1 |     | 2–3 |
| Mihail Kogălniceanu | 2–4 | 1–5 | 2–3 |     |

Championship play-off
Third place match 
| Echipa 1 | Scor | Echipa 2            |
| -------- | ---- | ------------------- |
| Năvodari | 5–3  | Mihail Kogălniceanu |

Championship final 
| Echipa 1 | Scor | Echipa 2 |
| -------- | ---- | -------- |
| Ovidiu   | w/o  | Eforie   |

Ovidiu won the Liga IV Constanța and qualify for promotion play-off to Liga III.

### Dolj County
Table
| Loc | Echipa            | MJ | V | E | Î | GM | GP | DG  | Pct | Calificare                          |
| --- | ----------------- | -- | - | - | - | -- | -- | --- | --- | ----------------------------------- |
| 1   | Dunărea Calafat   | 6  | 6 | 0 | 0 | 21 | 5  | +16 | 18  | Qualification to championship final |
| 2   | Fulgerul Maglavit | 6  | 3 | 0 | 3 | 23 | 9  | +14 | 9   | Qualification to championship final |
| 3   | Spicul Unirea     | 6  | 3 | 0 | 3 | 14 | 13 | +1  | 9   | Qualification to third place match  |
| 4   | Știința Calafat   | 6  | 0 | 0 | 6 | 2  | 33 | −31 | 0   | Qualification to third place match  |

Results
| \| Acasă \ Deplasare \| DUN \| FUL \| SPI \| ȘTI \| \| ----------------- \| --- \| --- \| --- \| ---- \| \| Dunărea Calafat \| \| 4–1 \| 8–4 \| 3–0 \| \| Fulgerul Maglavit \| 0–1 \| \| 1–2 \| 12–1 \| \| Spicul Unirea \| 0–1 \| 1–2 \| \| 5–1 \| \| Știința Calafat \| 0–4 \| 0–7 \| 0–2 \| \| Sursă: AJF Dolj Culori: Albastru = câștigă gazdele; Galben = remiză; Roșu = câștigă oaspeții. |     |     |     |      |
| Acasă \ Deplasare | DUN | FUL | SPI | ȘTI  |
| Dunărea Calafat |     | 4–1 | 8–4 | 3–0  |
| Fulgerul Maglavit | 0–1 |     | 1–2 | 12–1 |
| Spicul Unirea | 0–1 | 1–2 |     | 5–1  |
| Știința Calafat | 0–4 | 0–7 | 0–2 |      |

Championship play-off
Third place match 
| Echipa 1        | Scor | Echipa 2      |
| --------------- | ---- | ------------- |
| Știința Calafat | 3–4  | Spicul Unirea |

Championship final 
| Echipa 1        | Scor | Echipa 2          |
| --------------- | ---- | ----------------- |
| Dunărea Calafat | 5–1  | Fulgerul Maglavit |

Dunărea Calafat won the Liga IV Dolj and qualify for promotion play-off to Liga III.

### Giurgiu County
| Only eight teams from previous season entered in this short tournament. The winner was not qualify for promotion play-off as the competition was ended after the deadline imposed by the Romanian Football Federation. |

Zone I
| Loc | Echipa              | MJ | V | E | Î | GM | GP | DG | Pct | Calificare                             |
| --- | ------------------- | -- | - | - | - | -- | -- | -- | --- | -------------------------------------- |
| 1   | Dunărea Giurgiu (Q) | 3  | 3 | 0 | 0 | 12 | 4  | +8 | 9   | Qualification to championship play-off |
| 2   | Spicul Izvoru (Q)   | 3  | 1 | 0 | 2 | 12 | 9  | +3 | 3   | Qualification to championship play-off |
| 3   | Viitorul Vedea      | 3  | 1 | 0 | 2 | 7  | 9  | −2 | 3   |                                        |
| 4   | Voința Slobozia     | 3  | 1 | 0 | 2 | 6  | 15 | −9 | 3   |                                        |

Results
| \| Acasă \ Deplasare \| DGI \| SPI \| VVE \| VSL \| \| ----------------- \| --- \| --- \| --- \| --- \| \| Dunărea Giurgiu \| \| 4–3 \| \| \| \| Spicul Izvoru \| \| \| 3–4 \| \| \| Viitorul Vedea \| 0–2 \| \| \| \| \| Voința Slobozia \| 1–6 \| 1–6 \| 4–3 \| \| Sursă: Culori: Albastru = câștigă gazdele; Galben = remiză; Roșu = câștigă oaspeții. |     |     |     |     |
| Acasă \ Deplasare | DGI | SPI | VVE | VSL |
| Dunărea Giurgiu |     | 4–3 |     |     |
| Spicul Izvoru |     |     | 3–4 |     |
| Viitorul Vedea | 0–2 |     |     |     |
| Voința Slobozia | 1–6 | 1–6 | 4–3 |     |

Zone II
| Loc | Echipa                         | MJ | V | E | Î | GM | GP | DG  | Pct | Calificare                             |
| --- | ------------------------------ | -- | - | - | - | -- | -- | --- | --- | -------------------------------------- |
| 1   | Victoria Adunații-Copăceni (Q) | 3  | 3 | 0 | 0 | 17 | 4  | +13 | 9   | Qualification to championship play-off |
| 2   | Maxima Hobaia (Q)              | 3  | 2 | 0 | 1 | 12 | 7  | +5  | 6   | Qualification to championship play-off |
| 3   | Dunărea Oinacu                 | 3  | 1 | 0 | 2 | 4  | 13 | −9  | 3   |                                        |
| 4   | Real Colibași                  | 3  | 0 | 0 | 3 | 3  | 12 | −9  | 0   |                                        |

Results
| \| Acasă \ Deplasare \| VAC \| MAX \| DOI \| RCO \| \| -------------------------- \| --- \| --- \| --- \| --- \| \| Victoria Adunații-Copăceni \| \| 4–3 \| 7–1 \| 6–0 \| \| Maxima Hobaia \| \| \| \| 4–2 \| \| Dunărea Oinacu \| \| 1–5 \| \| \| \| Real Colibași \| \| \| 1–2 \| \| Sursă: Culori: Albastru = câștigă gazdele; Galben = remiză; Roșu = câștigă oaspeții. |     |     |     |     |
| Acasă \ Deplasare | VAC | MAX | DOI | RCO |
| Victoria Adunații-Copăceni |     | 4–3 | 7–1 | 6–0 |
| Maxima Hobaia |     |     |     | 4–2 |
| Dunărea Oinacu |     | 1–5 |     |     |
| Real Colibași |     |     | 1–2 |     |

Championship play-off 
The championship play-off was played between the best two ranked teams in each zones. All matches was played at Dunărea-Port Stadium in Giurgiu on 12 June 2021 the semi-finals and on 20 June 2021 the final.
Semi-finals
| Echipa 1                   | Scor           | Echipa 2      |
| -------------------------- | -------------- | ------------- |
| Dunărea Giurgiu            | 1–1 4–5 d.l.d. | Maxima Hobaia |
| Victoria Adunații-Copăceni | 6–1            | Spicul Izvoru |

Final
| Echipa 1                   | Scor | Echipa 2      |
| -------------------------- | ---- | ------------- |
| Victoria Adunații-Copăceni | 4–1  | Maxima Hobaia |

Victoria Adunații-Copăceni won the Liga IV Giurgiu.

### Hunedoara County
Teams changes from previous season
| Relegated from Liga III | Promoted to Liga III - Jiul Petroșani |

| Promoted from Liga V Hunedoara | Relegated to Liga V Hunedoara |

| Loc | Echipa               | MJ | V | E | Î | GM | GP | DG  | Pct | Calificare                           |
| --- | -------------------- | -- | - | - | - | -- | -- | --- | --- | ------------------------------------ |
| 1   | Aurul Brad           | 9  | 7 | 2 | 0 | 31 | 8  | +23 | 23  | Qualification to final four          |
| 2   | Retezatul Hațeg      | 9  | 7 | 1 | 1 | 22 | 9  | +13 | 22  | Qualification to final four          |
| 3   | Gloria Geoagiu       | 9  | 5 | 2 | 2 | 20 | 8  | +12 | 17  | Qualification to final four          |
| 4   | Inter Petrila        | 9  | 5 | 1 | 3 | 28 | 12 | +16 | 16  | Qualification to final four          |
| 5   | Dacia Orăștie        | 9  | 4 | 3 | 2 | 16 | 13 | +3  | 15  | Qualification to 5–7 place play-off  |
| 6   | Mihai Viteazu Vulcan | 9  | 3 | 2 | 4 | 14 | 14 | 0   | 11  | Qualification to 5–7 place play-off  |
| 7   | Deva II              | 9  | 2 | 3 | 4 | 10 | 12 | −2  | 9   | Qualification to 5–7 place play-off  |
| 8   | Șoimul Băița         | 9  | 3 | 0 | 6 | 14 | 26 | −12 | 9   | Qualification to 8–10 place play-off |
| 9   | Minerul Uricani      | 9  | 0 | 2 | 7 | 6  | 27 | −21 | 2   | Qualification to 8–10 place play-off |
| 10  | Victoria Călan       | 9  | 0 | 2 | 7 | 4  | 36 | −32 | 2   | Qualification to 8–10 place play-off |

Results
| \| Acasă \ Deplasare \| AUR \| RET \| GEO \| INP \| ORĂ \| MVV \| DEV \| ȘOI \| URI \| VCL \| \| -------------------- \| --- \| --- \| --- \| --- \| --- \| --- \| --- \| --- \| --- \| --- \| \| Aurul Brad \| \| 4–0 \| \| 4–1 \| \| 2–1 \| \| 5–1 \| \| 7–0 \| \| Retezatul Hațeg \| \| \| 1–0 \| \| \| 3–0 \| \| 4–1 \| 4–1 \| \| \| Gloria Geoagiu \| 1–2 \| \| \| \| 2–2 \| \| 5–1 \| \| 3–0 \| \| \| Inter Petrila \| \| 1–1 \| 0–2 \| \| \| \| 2–1 \| \| 8–1 \| 8–0 \| \| Dacia Orăștie \| 2–2 \| 1–2 \| \| 0–3 \| \| 0–0 \| \| 4–2 \| \| \| \| Mihai Viteazu Vulcan \| \| \| 1–1 \| 0–3 \| \| \| \| 5–2 \| \| 5–1 \| \| Deva II \| 1–1 \| 0–1 \| \| \| 1–2 \| 2–0 \| \| 4–1 \| \| \| \| Șoimul Băița \| \| \| 0–1 \| 3–2 \| \| \| \| \| 2–1 \| 2–0 \| \| Minerul Uricani \| 1–4 \| \| \| \| 1–3 \| 0–2 \| 0–0 \| \| \| \| \| Victoria Călan \| \| 1–6 \| 1–5 \| \| 0–2 \| \| 0–0 \| \| 1–1 \| \| Sursă: AJF Hunedoara Culori: Albastru = câștigă gazdele; Galben = remiză; Roșu = câștigă oaspeții. |     |     |     |     |     |     |     |     |     |     |
| Acasă \ Deplasare | AUR | RET | GEO | INP | ORĂ | MVV | DEV | ȘOI | URI | VCL |
| Aurul Brad |     | 4–0 |     | 4–1 |     | 2–1 |     | 5–1 |     | 7–0 |
| Retezatul Hațeg |     |     | 1–0 |     |     | 3–0 |     | 4–1 | 4–1 |     |
| Gloria Geoagiu | 1–2 |     |     |     | 2–2 |     | 5–1 |     | 3–0 |     |
| Inter Petrila |     | 1–1 | 0–2 |     |     |     | 2–1 |     | 8–1 | 8–0 |
| Dacia Orăștie | 2–2 | 1–2 |     | 0–3 |     | 0–0 |     | 4–2 |     |     |
| Mihai Viteazu Vulcan |     |     | 1–1 | 0–3 |     |     |     | 5–2 |     | 5–1 |
| Deva II | 1–1 | 0–1 |     |     | 1–2 | 2–0 |     | 4–1 |     |     |
| Șoimul Băița |     |     | 0–1 | 3–2 |     |     |     |     | 2–1 | 2–0 |
| Minerul Uricani | 1–4 |     |     |     | 1–3 | 0–2 | 0–0 |     |     |     |
| Victoria Călan |     | 1–6 | 1–5 |     | 0–2 |     | 0–0 |     | 1–1 |     |

Final four 
The teams started the final four play-off with half of the points accumulated in the regular season. 
| Loc | Echipa            | MJ | V | E | Î | GM | GP | DG | Pct | Calificare                          |
| --- | ----------------- | -- | - | - | - | -- | -- | -- | --- | ----------------------------------- |
| 1   | Aurul Brad (C, Q) | 3  | 3 | 0 | 0 | 5  | 1  | +4 | 21  | Qualification to promotion play-off |
| 2   | Retezatul Hațeg   | 3  | 2 | 0 | 1 | 5  | 3  | +2 | 17  |                                     |
| 3   | Gloria Geoagiu    | 3  | 1 | 0 | 2 | 5  | 7  | −2 | 12  |                                     |
| 4   | Inter Petrila     | 3  | 0 | 0 | 3 | 2  | 6  | −4 | 8   |                                     |

Results
| \| Acasă \ Deplasare \| AUR \| RET \| GEO \| INP \| \| ----------------- \| --- \| --- \| --- \| --- \| \| Aurul Brad \| \| 1–0 \| 3–1 \| \| \| Retezatul Hațeg \| \| \| 3–1 \| 2–1 \| \| Gloria Geoagiu \| \| \| \| 3–1 \| \| Inter Petrila \| 0–1 \| \| \| \| Sursă: AJF Hunedoara Culori: Albastru = câștigă gazdele; Galben = remiză; Roșu = câștigă oaspeții. |     |     |     |     |
| Acasă \ Deplasare | AUR | RET | GEO | INP |
| Aurul Brad |     | 1–0 | 3–1 |     |
| Retezatul Hațeg |     |     | 3–1 | 2–1 |
| Gloria Geoagiu |     |     |     | 3–1 |
| Inter Petrila | 0–1 |     |     |     |

5–7 place play-off 
The teams started the play-off with half of the points accumulated in the regular season. 
| Loc | Echipa               | MJ | V | E | Î | GM | GP | DG | Pct |
| --- | -------------------- | -- | - | - | - | -- | -- | -- | --- |
| 5   | Mihai Viteazu Vulcan | 2  | 2 | 0 | 0 | 5  | 1  | +4 | 12  |
| 6   | Dacia Orăștie        | 2  | 0 | 0 | 2 | 2  | 4  | −2 | 8   |
| 7   | Deva II              | 2  | 1 | 0 | 1 | 2  | 4  | −2 | 8   |

Results
| \| Acasă \ Deplasare \| \| ----------------- \| Sursă: AJF Hunedoara Culori: Albastru = câștigă gazdele; Galben = remiză; Roșu = câștigă oaspeții. |
| Acasă \ Deplasare |

8–10 place play-off 
The teams started the play-off with half of the points accumulated in the regular season. 
| Loc | Echipa          | MJ | V | E | Î | GM | GP | DG | Pct |
| --- | --------------- | -- | - | - | - | -- | -- | -- | --- |
| 8   | Șoimul Băița    | 2  | 2 | 0 | 0 | 10 | 2  | +8 | 11  |
| 9   | Minerul Uricani | 2  | 1 | 0 | 1 | 2  | 5  | −3 | 4   |
| 10  | Victoria Călan  | 2  | 0 | 0 | 2 | 2  | 7  | −5 | 1   |

Results
| \| Acasă \ Deplasare \| \| ----------------- \| Sursă: AJF Hunedoara Culori: Albastru = câștigă gazdele; Galben = remiză; Roșu = câștigă oaspeții. |
| Acasă \ Deplasare |

### Ialomița County
Table
| Loc | Echipa                 | MJ | V | E | Î | GM | GP | DG  | Pct | Calificare                          |
| --- | ---------------------- | -- | - | - | - | -- | -- | --- | --- | ----------------------------------- |
| 1   | Fetești (C, Q)         | 8  | 7 | 0 | 1 | 23 | 9  | +14 | 21  | Qualification to promotion play-off |
| 2   | Victoria Țăndărei      | 8  | 4 | 0 | 4 | 17 | 20 | −3  | 12  |                                     |
| 3   | Victoria Munteni-Buzău | 8  | 4 | 0 | 4 | 20 | 24 | −4  | 12  |                                     |
| 4   | Bărăganul Ciulnița     | 8  | 3 | 0 | 5 | 23 | 24 | −1  | 9   |                                     |
| 5   | Abatorul Slobozia      | 8  | 2 | 0 | 6 | 17 | 23 | −6  | 6   |                                     |

Results
| \| Acasă \ Deplasare \| FET \| VȚĂ \| VMB \| BĂR \| ASL \| \| ---------------------- \| --- \| --- \| --- \| --- \| --- \| \| Fetești \| \| 5–1 \| 1–0 \| 5–3 \| 2–1 \| \| Victoria Țăndărei \| 1–5 \| \| 4–2 \| 1–2 \| 1–0 \| \| Victoria Munteni-Buzău \| 2–0 \| 2–1 \| \| 6–4 \| 5–3 \| \| Bărăganul Ciulnița \| 0–1 \| 3–5 \| 6–0 \| \| 1–3 \| \| Abatorul Slobozia \| 1–4 \| 1–3 \| 5–3 \| 3–4 \| \| Sursă: AJF Ialomița Culori: Albastru = câștigă gazdele; Galben = remiză; Roșu = câștigă oaspeții. |     |     |     |     |     |
| Acasă \ Deplasare | FET | VȚĂ | VMB | BĂR | ASL |
| Fetești |     | 5–1 | 1–0 | 5–3 | 2–1 |
| Victoria Țăndărei | 1–5 |     | 4–2 | 1–2 | 1–0 |
| Victoria Munteni-Buzău | 2–0 | 2–1 |     | 6–4 | 5–3 |
| Bărăganul Ciulnița | 0–1 | 3–5 | 6–0 |     | 1–3 |
| Abatorul Slobozia | 1–4 | 1–3 | 5–3 | 3–4 |     |

### Ilfov County
Table
| Loc | Echipa                | MJ | V | E | Î | GM | GP | DG  | Pct | Calificare                          |
| --- | --------------------- | -- | - | - | - | -- | -- | --- | --- | ----------------------------------- |
| 1   | Viitorul Domnești (Q) | 6  | 6 | 0 | 0 | 33 | 5  | +28 | 18  | Qualification to championship final |
| 2   | Voința Crevedia (Q)   | 6  | 4 | 0 | 2 | 24 | 12 | +12 | 12  | Qualification to championship final |
| 3   | Brănești              | 5  | 1 | 0 | 4 | 9  | 26 | −17 | 3   |                                     |
| 4   | Măgurele              | 5  | 0 | 0 | 5 | 7  | 30 | −23 | 0   |                                     |

Results
| \| Acasă \ Deplasare \| VDM \| VCR \| BRĂ \| MĂG \| \| ----------------- \| --- \| --- \| --- \| ------- \| \| Viitorul Domnești \| \| 2–1 \| 7–0 \| 5–2 \| \| Voința Crevedia \| 1–4 \| \| 5–2 \| 8–0 \| \| Brănești \| 0–7 \| 3–4 \| \| 7 April \| \| Măgurele \| 1–8 \| 1–5 \| 3–4 \| \| Sursă: AJF Ilfov Culori: Albastru = câștigă gazdele; Galben = remiză; Roșu = câștigă oaspeții. |     |     |     |         |
| Acasă \ Deplasare | VDM | VCR | BRĂ | MĂG     |
| Viitorul Domnești |     | 2–1 | 7–0 | 5–2     |
| Voința Crevedia | 1–4 |     | 5–2 | 8–0     |
| Brănești | 0–7 | 3–4 |     | 7 April |
| Măgurele | 1–8 | 1–5 | 3–4 |         |

Championship final 
The championship final played between the leader and the runner-up of the regular season. If the match ended in a draw, the high-seeded team will be declared winners.
| Echipa 1          | Scor | Echipa 2        |
| ----------------- | ---- | --------------- |
| Viitorul Domnești | 5–0  | Voința Crevedia |

Viitorul Domnești won the Liga IV Ilfov and qualify for promotion play-off to Liga III.

### Maramureș County
Table
| Loc | Echipa                  | MJ | V | E | Î | GM | GP | DG  | Pct | Calificare                          |
| --- | ----------------------- | -- | - | - | - | -- | -- | --- | --- | ----------------------------------- |
| 1   | Sighetu Marmației (Q)   | 6  | 4 | 1 | 1 | 17 | 6  | +11 | 13  | Qualification to championship final |
| 2   | Lăpușul Târgu Lăpuș (Q) | 6  | 3 | 1 | 2 | 18 | 7  | +11 | 10  | Qualification to championship final |
| 3   | Avântul Bârsana         | 6  | 3 | 1 | 2 | 12 | 14 | −2  | 10  |                                     |
| 4   | Salina Ocna Șugatag     | 6  | 0 | 1 | 5 | 6  | 26 | −20 | 1   |                                     |

Results
| \| Acasă \ Deplasare \| SIG \| LĂP \| BÂR \| SAL \| \| ------------------- \| --- \| --- \| --- \| --- \| \| Sighetu Marmației \| \| 1–1 \| 1–3 \| 6–2 \| \| Lăpușul Târgu Lăpuș \| 0–2 \| \| 4–1 \| 7–1 \| \| Avântul Bârsana \| 0–5 \| 2–1 \| \| 1–1 \| \| Salina Ocna Șugatag \| 0–2 \| 0–5 \| 2–5 \| \| Sursă: AJF Maramureș Culori: Albastru = câștigă gazdele; Galben = remiză; Roșu = câștigă oaspeții. |     |     |     |     |
| Acasă \ Deplasare | SIG | LĂP | BÂR | SAL |
| Sighetu Marmației |     | 1–1 | 1–3 | 6–2 |
| Lăpușul Târgu Lăpuș | 0–2 |     | 4–1 | 7–1 |
| Avântul Bârsana | 0–5 | 2–1 |     | 1–1 |
| Salina Ocna Șugatag | 0–2 | 0–5 | 2–5 |     |

Championship final 
The championship final was played on 28 April 2021 at the Municipal Stadium in Sighetu Marmației.
| Echipa 1          | Scor | Echipa 2            |
| ----------------- | ---- | ------------------- |
| Sighetu Marmației | 3–0  | Lăpușul Târgu Lăpuș |

Sighetu Marmației won the Liga IV Maramureș and qualify for promotion play-off to Liga III.

### Mehedinți County
Table
| Loc | Echipa           | MJ | V | E | Î | GM | GP | DG  | Pct | Calificare                          |
| --- | ---------------- | -- | - | - | - | -- | -- | --- | --- | ----------------------------------- |
| 1   | Pandurii Cerneți | 6  | 5 | 1 | 0 | 24 | 9  | +15 | 16  | Qualification to championship final |
| 2   | Viitorul Șimian  | 6  | 4 | 1 | 1 | 35 | 9  | +26 | 13  | Qualification to championship final |
| 3   | Noapteșa         | 6  | 1 | 0 | 5 | 14 | 34 | −20 | 3   | Qualification to third place match  |
| 4   | Avântul Bistrița | 6  | 1 | 0 | 5 | 16 | 37 | −21 | 3   | Qualification to third place match  |

Results
| \| Acasă \ Deplasare \| PCE \| ȘIM \| NOA \| AVB \| \| ----------------- \| --- \| ---- \| --- \| --- \| \| Pandurii Cerneți \| \| 2–1 \| 3–0 \| 5–2 \| \| Viitorul Șimian \| 2–2 \| \| 6–1 \| 8–1 \| \| Noapteșa \| 2–4 \| 3–10 \| \| 6–3 \| \| Avântul Bistrița \| 2–8 \| 0–8 \| 8–2 \| \| Sursă: AJF Mehedinți Culori: Albastru = câștigă gazdele; Galben = remiză; Roșu = câștigă oaspeții. |     |      |     |     |
| Acasă \ Deplasare | PCE | ȘIM  | NOA | AVB |
| Pandurii Cerneți |     | 2–1  | 3–0 | 5–2 |
| Viitorul Șimian | 2–2 |      | 6–1 | 8–1 |
| Noapteșa | 2–4 | 3–10 |     | 6–3 |
| Avântul Bistrița | 2–8 | 0–8  | 8–2 |     |

Championship play-off
Third place match 
| Echipa 1 | Scor | Echipa 2         |
| -------- | ---- | ---------------- |
| Noapteșa | 5–0  | Avântul Bistrița |

Championship final 
| Echipa 1        | Scor | Echipa 2         |
| --------------- | ---- | ---------------- |
| Viitorul Șimian | 4–0  | Pandurii Cerneți |

Viitorul Șimian won the Liga IV Mehedinți and qualify for promotion play-off to Liga III.

### Mureș County
Series 1
Table
| Loc | Echipa                         | MJ | V | E | Î | GM | GP | DG  | Pct | Calificare                             |
| --- | ------------------------------ | -- | - | - | - | -- | -- | --- | --- | -------------------------------------- |
| 1   | Iernut (Q)                     | 5  | 5 | 0 | 0 | 17 | 7  | +10 | 15  | Qualification to championship play-off |
| 2   | Kinder Sângeorgiu de Mureș (Q) | 5  | 3 | 0 | 2 | 16 | 9  | +7  | 9   | Qualification to championship play-off |
| 3   | Inter Sânger                   | 5  | 3 | 0 | 2 | 13 | 9  | +4  | 9   |                                        |
| 4   | Mureșul Chirileu               | 5  | 2 | 0 | 3 | 9  | 16 | −7  | 6   |                                        |
| 5   | Mureșul Luduș                  | 5  | 1 | 1 | 3 | 8  | 10 | −2  | 4   |                                        |
| 6   | Înfrățirea Valea Izvoarelor    | 5  | 0 | 1 | 4 | 10 | 22 | −12 | 1   |                                        |

Results
| \| Acasă \ Deplasare \| IER \| KIN \| SÂN \| CHI \| LUD \| ÎNF \| \| --------------------------- \| --- \| --- \| --- \| --- \| --- \| --- \| \| Iernut \| \| 3–0 \| 4–1 \| 3–2 \| \| \| \| Kinder Sângeorgiu de Mureș \| \| \| \| \| 3–2 \| 6–0 \| \| Inter Sânger \| \| 4–3 \| \| \| \| 3–1 \| \| Mureșul Chirileu \| \| 0–4 \| 0–5 \| \| 3–2 \| \| \| Mureșul Luduș \| 0–1 \| \| 1–0 \| \| \| \| \| Înfrățirea Valea Izvoarelor \| 4–6 \| \| \| 2–4 \| 3–3 \| \| Sursă: AJF Mureș Culori: Albastru = câștigă gazdele; Galben = remiză; Roșu = câștigă oaspeții. |     |     |     |     |     |     |
| Acasă \ Deplasare | IER | KIN | SÂN | CHI | LUD | ÎNF |
| Iernut |     | 3–0 | 4–1 | 3–2 |     |     |
| Kinder Sângeorgiu de Mureș |     |     |     |     | 3–2 | 6–0 |
| Inter Sânger |     | 4–3 |     |     |     | 3–1 |
| Mureșul Chirileu |     | 0–4 | 0–5 |     | 3–2 |     |
| Mureșul Luduș | 0–1 |     | 1–0 |     |     |     |
| Înfrățirea Valea Izvoarelor | 4–6 |     |     | 2–4 | 3–3 |     |

Series 2
Table
| Loc | Echipa                            | MJ | V | E | Î | GM | GP | DG  | Pct | Calificare                             |
| --- | --------------------------------- | -- | - | - | - | -- | -- | --- | --- | -------------------------------------- |
| 1   | MSE 1898 Târgu Mureș (Q)          | 5  | 4 | 1 | 0 | 29 | 7  | +22 | 13  | Qualification to championship play-off |
| 2   | Mureșul Rușii-Munți (Q)           | 5  | 4 | 1 | 0 | 16 | 4  | +12 | 13  | Qualification to championship play-off |
| 3   | Sighișoara                        | 5  | 3 | 0 | 2 | 13 | 9  | +4  | 9   |                                        |
| 4   | Târnava Mică Sângeorgiu de Pădure | 5  | 2 | 0 | 3 | 12 | 15 | −3  | 6   |                                        |
| 5   | Viitorul Târnăveni                | 5  | 1 | 0 | 4 | 4  | 25 | −21 | 3   |                                        |
| 6   | Atletic Târgu Mureș               | 5  | 0 | 0 | 5 | 3  | 17 | −14 | 0   |                                        |

Results
| \| Acasă \ Deplasare \| MSE \| MRM \| SIG \| SGP \| VTV \| ATL \| \| --------------------------------- \| --- \| --- \| --- \| --- \| ---- \| --- \| \| MSE 1898 Târgu Mureș \| \| \| 3–0 \| 8–0 \| 10–1 \| 5–3 \| \| Mureșul Rușii-Munți \| 3–3 \| \| 5–1 \| \| \| \| \| Sighișoara \| \| \| \| 5–1 \| 4–0 \| \| \| Târnava Mică Sângeorgiu de Pădure \| \| 0–2 \| \| \| 8–0 \| 3–0 \| \| Viitorul Târnăveni \| \| 0–3 \| \| \| \| \| \| Atletic Târgu Mureș \| \| 0–3 \| 0–3 \| \| 0–3 \| \| Sursă: AJF Mureș Culori: Albastru = câștigă gazdele; Galben = remiză; Roșu = câștigă oaspeții. |     |     |     |     |      |     |
| Acasă \ Deplasare | MSE | MRM | SIG | SGP | VTV  | ATL |
| MSE 1898 Târgu Mureș |     |     | 3–0 | 8–0 | 10–1 | 5–3 |
| Mureșul Rușii-Munți | 3–3 |     | 5–1 |     |      |     |
| Sighișoara |     |     |     | 5–1 | 4–0  |     |
| Târnava Mică Sângeorgiu de Pădure |     | 0–2 |     |     | 8–0  | 3–0 |
| Viitorul Târnăveni |     | 0–3 |     |     |      |     |
| Atletic Târgu Mureș |     | 0–3 | 0–3 |     | 0–3  |     |

Championship play-off 
Semi-finals
The semi-finals matches were played on 5 May 2021, on neutral grounds, at Central Stadium in Sovata and Weekend Sports Complex in Târgu Mureș.
| Echipa 1             | Scor | Echipa 2                   |
| -------------------- | ---- | -------------------------- |
| MSE 1898 Târgu Mureș | 1–2  | Kinder Sângeorgiu de Mureș |
| Iernut               | 3–1  | Mureșul Rușii-Munți        |

Final
The final was played at the Central Stadium in Gornești on 8 May 2021.
| Echipa 1                   | Scor | Echipa 2 |
| -------------------------- | ---- | -------- |
| Kinder Sângeorgiu de Mureș | 2–3  | Iernut   |

Iernut won the Liga IV Mureș and qualify for promotion play-off to Liga III.

### Prahova County
Four teams from the previous season declared they could meet the conditions imposed by the COVID-19 medical protocol.
| Loc | Echipa                   | MJ | V | E | Î | GM | GP | DG | Pct | Calificare                          |
| --- | ------------------------ | -- | - | - | - | -- | -- | -- | --- | ----------------------------------- |
| 1   | Petrolul 95 Ploiești (Q) | 6  | 4 | 1 | 1 | 13 | 5  | +8 | 13  | Qualification to championship final |
| 2   | Petrolul Băicoi (Q)      | 6  | 2 | 2 | 2 | 10 | 9  | +1 | 8   | Qualification to championship final |
| 3   | Tricolorul Breaza        | 6  | 2 | 2 | 2 | 10 | 12 | −2 | 8   |                                     |
| 4   | Bănești-Urleta           | 6  | 0 | 3 | 3 | 8  | 15 | −7 | 3   |                                     |

Results
| \| Acasă \ Deplasare \| P95 \| PBĂ \| TRI \| BĂN \| \| -------------------- \| --- \| --- \| --- \| --- \| \| Petrolul 95 Ploiești \| \| 3–1 \| 2–3 \| 2–1 \| \| Petrolul Băicoi \| 0–0 \| \| 4–1 \| 1–0 \| \| Tricolorul Breaza \| 0–1 \| 2–1 \| \| 2–2 \| \| Bănești-Urleta \| 0–5 \| 3–3 \| 2–2 \| \| Sursă: AJF Prahova Culori: Albastru = câștigă gazdele; Galben = remiză; Roșu = câștigă oaspeții. |     |     |     |     |
| Acasă \ Deplasare | P95 | PBĂ | TRI | BĂN |
| Petrolul 95 Ploiești |     | 3–1 | 2–3 | 2–1 |
| Petrolul Băicoi | 0–0 |     | 4–1 | 1–0 |
| Tricolorul Breaza | 0–1 | 2–1 |     | 2–2 |
| Bănești-Urleta | 0–5 | 3–3 | 2–2 |     |

Championship final 
The championship final was played between the leader and the runner-up of the regular season. If the match ended in a draw, the higher-seeded team was declared the winner.
| Echipa 1             | Scor | Echipa 2        |
| -------------------- | ---- | --------------- |
| Petrolul 95 Ploiești | 6–0  | Petrolul Băicoi |

Petrolul 95 Ploiești won the Liga IV Prahova County and qualify for promotion play-off to Liga III.

### Satu Mare County
Twelve teams from the previous season declared that they could meet the conditions imposed by the COVID-19 medical protocol.
Series A
| Loc | Echipa                       | MJ | V | E | Î | GM | GP | DG  | Pct | Calificare                             |
| --- | ---------------------------- | -- | - | - | - | -- | -- | --- | --- | -------------------------------------- |
| 1   | Recolta Dorolț (Q)           | 5  | 3 | 2 | 0 | 8  | 4  | +4  | 11  | Qualification to championship play-off |
| 2   | Olimpia MCMXXI Satu Mare (Q) | 5  | 3 | 1 | 1 | 12 | 5  | +7  | 10  | Qualification to championship play-off |
| 3   | Unirea Păulești              | 5  | 3 | 0 | 2 | 11 | 3  | +8  | 9   |                                        |
| 4   | Știința Beltiug              | 5  | 1 | 2 | 2 | 6  | 9  | −3  | 5   |                                        |
| 5   | Talna Orașu Nou              | 5  | 1 | 1 | 3 | 10 | 9  | +1  | 4   |                                        |
| 6   | Energia Negrești-Oaș         | 5  | 1 | 0 | 4 | 6  | 23 | −17 | 3   |                                        |

Results
| \| Acasă \ Deplasare \| RDO \| OLI \| UPL \| ȘTI \| TAL \| ENO \| \| ------------------------ \| --- \| --- \| --- \| --- \| --- \| --- \| \| Recolta Dorolț \| \| \| \| 2–2 \| 2–0 \| \| \| Olimpia MCMXXI Satu Mare \| 0–0 \| \| \| \| 3–1 \| 5–1 \| \| Unirea Păulești \| 0–1 \| 0–2 \| \| \| \| 7–0 \| \| Știința Beltiug \| \| 3–2 \| 0–2 \| \| \| \| \| Talna Orașu Nou \| \| \| 0–2 \| 1–1 \| \| 8–1 \| \| Energia Negrești-Oaș \| 2–3 \| \| \| 2–0 \| \| \| Sursă: Culori: Albastru = câștigă gazdele; Galben = remiză; Roșu = câștigă oaspeții. |     |     |     |     |     |     |
| Acasă \ Deplasare | RDO | OLI | UPL | ȘTI | TAL | ENO |
| Recolta Dorolț |     |     |     | 2–2 | 2–0 |     |
| Olimpia MCMXXI Satu Mare | 0–0 |     |     |     | 3–1 | 5–1 |
| Unirea Păulești | 0–1 | 0–2 |     |     |     | 7–0 |
| Știința Beltiug |     | 3–2 | 0–2 |     |     |     |
| Talna Orașu Nou |     |     | 0–2 | 1–1 |     | 8–1 |
| Energia Negrești-Oaș | 2–3 |     |     | 2–0 |     |     |

Series B
| Loc | Echipa             | MJ | V | E | Î | GM | GP | DG  | Pct | Calificare                             |
| --- | ------------------ | -- | - | - | - | -- | -- | --- | --- | -------------------------------------- |
| 1   | Victoria Carei (Q) | 5  | 4 | 0 | 1 | 13 | 7  | +6  | 12  | Qualification to championship play-off |
| 2   | Viitorul Vetiș     | 5  | 3 | 1 | 1 | 25 | 13 | +12 | 10  | Ineligible for promotion               |
| 3   | Unirea Tășnad (Q)  | 5  | 2 | 2 | 1 | 9  | 6  | +3  | 8   | Qualification to championship play-off |
| 4   | Turul Micula       | 5  | 2 | 1 | 2 | 12 | 11 | +1  | 7   |                                        |
| 5   | Crasna Moftinu Mic | 5  | 1 | 1 | 3 | 5  | 11 | −6  | 4   |                                        |
| 6   | Recolta Sanislău   | 5  | 0 | 1 | 4 | 3  | 19 | −16 | 1   |                                        |

Results
| \| Acasă \ Deplasare \| VIC \| VVT \| UNI \| TUR \| CRA \| RSA \| \| ------------------ \| --- \| --- \| --- \| --- \| --- \| ---- \| \| Victoria Carei \| \| 5–1 \| \| \| 3–0 \| \| \| Viitorul Vetiș \| \| \| \| 7–2 \| \| 10–1 \| \| Unirea Tășnad \| 1–2 \| 3–3 \| \| 2–1 \| \| \| \| Turul Micula \| 5–1 \| \| \| \| 0–0 \| 4–1 \| \| Crasna Moftinu Mic \| \| 2–4 \| 0–3 \| \| \| \| \| Recolta Sanislău \| 0–2 \| \| 0–0 \| \| 1–3 \| \| Sursă: Culori: Albastru = câștigă gazdele; Galben = remiză; Roșu = câștigă oaspeții. |     |     |     |     |     |      |
| Acasă \ Deplasare | VIC | VVT | UNI | TUR | CRA | RSA  |
| Victoria Carei |     | 5–1 |     |     | 3–0 |      |
| Viitorul Vetiș |     |     |     | 7–2 |     | 10–1 |
| Unirea Tășnad | 1–2 | 3–3 |     | 2–1 |     |      |
| Turul Micula | 5–1 |     |     |     | 0–0 | 4–1  |
| Crasna Moftinu Mic |     | 2–4 | 0–3 |     |     |      |
| Recolta Sanislău | 0–2 |     | 0–0 |     | 1–3 |      |

Championship play-off 
Semifinals
The matches were played on 4 May 2021 on neutral grounds, at Comunal Stadium in Dorolț and Daniel Prodan Stadium in Satu Mare.
| Echipa 1       | Scor             | Echipa 2                 |
| -------------- | ---------------- | ------------------------ |
| Victoria Carei | 2–2 6–5 d.l.d.   | Olimpia MCMXXI Satu Mare |
| Unirea Tășnad  | 3–3 15–14 d.l.d. | Recolta Dorolț           |

Final
The match was played on 7 May 2021 at Daniel Prodan Stadium in Satu Mare.
| Echipa 1       | Scor | Echipa 2      |
| -------------- | ---- | ------------- |
| Victoria Carei | 4–1  | Unirea Tășnad |

Victoria Carei won the Liga IV Satu Mare County and qualify for promotion play-off to Liga III.

### Sălaj County
Only three teams from the previous season and one from the fifth league — Juniorii Ip — declared that they could meet the conditions imposed by the COVID-19 medical protocol.
| Loc | Echipa                | MJ | V | E | Î | GM | GP | DG  | Pct | Calificare                          |
| --- | --------------------- | -- | - | - | - | -- | -- | --- | --- | ----------------------------------- |
| 1   | Rapid Jibou (Q)       | 7  | 6 | 0 | 1 | 30 | 6  | +24 | 18  | Qualification to championship final |
| 2   | Chieșd (Q)            | 7  | 3 | 1 | 3 | 14 | 20 | −6  | 10  | Qualification to championship final |
| 3   | Juniorii Ip           | 6  | 2 | 2 | 2 | 12 | 18 | −6  | 8   |                                     |
| 4   | Someșul Someș-Odorhei | 6  | 0 | 1 | 5 | 7  | 19 | −12 | 1   |                                     |

Results
| \| Acasă \ Deplasare \| JIB \| CHI \| JIP \| SOM \| \| --------------------- \| --- \| --- \| --- \| --- \| \| Rapid Jibou \| \| 6–1 \| 8–0 \| 1–0 \| \| Chieșd \| 0–3 \| \| 3–3 \| 2–0 \| \| Juniorii Ip \| 2–1 \| 1–2 \| \| 4–2 \| \| Someșul Someș-Odorhei \| 1–6 \| 2–4 \| 2–2 \| \| Sursă: AJF Sălaj Culori: Albastru = câștigă gazdele; Galben = remiză; Roșu = câștigă oaspeții. |     |     |     |     |
| Acasă \ Deplasare | JIB | CHI | JIP | SOM |
| Rapid Jibou |     | 6–1 | 8–0 | 1–0 |
| Chieșd | 0–3 |     | 3–3 | 2–0 |
| Juniorii Ip | 2–1 | 1–2 |     | 4–2 |
| Someșul Someș-Odorhei | 1–6 | 2–4 | 2–2 |     |

Championship final 
The championship final was played between the leader and the runner-up of the regular season. If the match ended in a draw, the higher-seeded team was declared the winner.
| Echipa 1    | Scor | Echipa 2 |
| ----------- | ---- | -------- |
| Rapid Jibou | 5–2  | Chieșd   |

Rapid Jibou won the Liga IV Sălaj County and qualify for promotion play-off to Liga III.

### Sibiu County
Only five teams — one from the previous season, FC Avrig, and four new entries — declared they could meet the conditions imposed by the COVID-19 medical protocol.
| Loc | Echipa                        | MJ | V | E | Î | GM | GP | DG  | Pct | Calificare                          |
| --- | ----------------------------- | -- | - | - | - | -- | -- | --- | --- | ----------------------------------- |
| 1   | Avrig (C, Q)                  | 8  | 7 | 1 | 0 | 26 | 4  | +22 | 22  | Qualification to promotion play-off |
| 2   | Inter Sibiu                   | 8  | 5 | 2 | 1 | 33 | 11 | +22 | 17  |                                     |
| 3   | Quantum/Cuantic Arsenal Sibiu | 8  | 2 | 2 | 4 | 12 | 22 | −10 | 8   |                                     |
| 4   | Alma Sibiu                    | 8  | 2 | 1 | 5 | 7  | 17 | −10 | 7   |                                     |
| 5   | Interstar Sibiu               | 8  | 0 | 2 | 6 | 6  | 30 | −24 | 2   |                                     |

Results
| \| Acasă \ Deplasare \| AVR \| INT \| ARS \| ALM \| ISS \| \| ----------------------------- \| --- \| --- \| --- \| --- \| --- \| \| Avrig \| \| 5–2 \| 3–0 \| 3–0 \| 5–1 \| \| Inter Sibiu \| 1–1 \| \| 8–1 \| 3–0 \| 9–0 \| \| Quantum/Cuantic Arsenal Sibiu \| 0–3 \| 2–2 \| \| 1–3 \| 3–3 \| \| Alma Sibiu \| 0–3 \| 1–3 \| 0–3 \| \| 1–1 \| \| Interstar Sibiu \| 0–3 \| 1–5 \| 0–2 \| 0–2 \| \| Sursă: AJF Sibiu Culori: Albastru = câștigă gazdele; Galben = remiză; Roșu = câștigă oaspeții. |     |     |     |     |     |
| Acasă \ Deplasare | AVR | INT | ARS | ALM | ISS |
| Avrig |     | 5–2 | 3–0 | 3–0 | 5–1 |
| Inter Sibiu | 1–1 |     | 8–1 | 3–0 | 9–0 |
| Quantum/Cuantic Arsenal Sibiu | 0–3 | 2–2 |     | 1–3 | 3–3 |
| Alma Sibiu | 0–3 | 1–3 | 0–3 |     | 1–1 |
| Interstar Sibiu | 0–3 | 1–5 | 0–2 | 0–2 |     |

### Suceava County
Only eight teams from the previous season declared they could meet the conditions imposed by the COVID-19 medical protocol.
Group A
| Loc | Echipa                    | MJ | V | E | Î | GM | GP | DG  | Pct | Calificare                          |
| --- | ------------------------- | -- | - | - | - | -- | -- | --- | --- | ----------------------------------- |
| 1   | Viitorul Liteni (Q)       | 6  | 5 | 1 | 0 | 16 | 3  | +13 | 16  | Qualification to championship final |
| 2   | Juniorul Suceava          | 6  | 4 | 1 | 1 | 17 | 5  | +12 | 13  |                                     |
| 3   | Progresul Frătăuții Vechi | 6  | 2 | 0 | 4 | 8  | 16 | −8  | 6   |                                     |
| 4   | Siretul Dolhasca          | 6  | 0 | 0 | 6 | 1  | 18 | −17 | 0   |                                     |

Results
| \| Acasă \ Deplasare \| LIT \| JUN \| PFV \| DOL \| \| ------------------------- \| --- \| --- \| --- \| --- \| \| Viitorul Liteni \| \| 4–0 \| 3–1 \| 3–0 \| \| Juniorul Suceava \| 1–1 \| \| 6–0 \| 3–0 \| \| Progresul Frătăuții Vechi \| 1–2 \| 0–4 \| \| 3–1 \| \| Siretul Dolhasca \| 0–3 \| 0–3 \| 0–3 \| \| Sursă: Culori: Albastru = câștigă gazdele; Galben = remiză; Roșu = câștigă oaspeții. |     |     |     |     |
| Acasă \ Deplasare | LIT | JUN | PFV | DOL |
| Viitorul Liteni |     | 4–0 | 3–1 | 3–0 |
| Juniorul Suceava | 1–1 |     | 6–0 | 3–0 |
| Progresul Frătăuții Vechi | 1–2 | 0–4 |     | 3–1 |
| Siretul Dolhasca | 0–3 | 0–3 | 0–3 |     |

Group B
| Loc | Echipa            | MJ | V | E | Î | GM | GP | DG  | Pct | Calificare                          |
| --- | ----------------- | -- | - | - | - | -- | -- | --- | --- | ----------------------------------- |
| 1   | LPS Suceava (Q)   | 6  | 4 | 2 | 0 | 21 | 4  | +17 | 14  | Qualification to championship final |
| 2   | Moldova Drăgușeni | 6  | 4 | 1 | 1 | 17 | 6  | +11 | 13  |                                     |
| 3   | Zimbrul Siret     | 6  | 2 | 1 | 3 | 6  | 9  | −3  | 7   |                                     |
| 4   | Recolta Fântânele | 6  | 0 | 0 | 6 | 3  | 28 | −25 | 0   |                                     |

Results
| \| Acasă \ Deplasare \| LPS \| DRĂ \| SIR \| FÂN \| \| ----------------- \| --- \| --- \| --- \| --- \| \| LPS Suceava \| \| 2–2 \| 0–0 \| 9–0 \| \| Moldova Drăgușeni \| 2–3 \| \| 4–0 \| 5–0 \| \| Zimbrul Siret \| 0–1 \| 0–2 \| \| 3–0 \| \| Recolta Fântânele \| 0–6 \| 1–2 \| 2–3 \| \| Sursă: Culori: Albastru = câștigă gazdele; Galben = remiză; Roșu = câștigă oaspeții. |     |     |     |     |
| Acasă \ Deplasare | LPS | DRĂ | SIR | FÂN |
| LPS Suceava |     | 2–2 | 0–0 | 9–0 |
| Moldova Drăgușeni | 2–3 |     | 4–0 | 5–0 |
| Zimbrul Siret | 0–1 | 0–2 |     | 3–0 |
| Recolta Fântânele | 0–6 | 1–2 | 2–3 |     |

Championship final 
| Echipa 1        | Scor | Echipa 2    |
| --------------- | ---- | ----------- |
| Viitorul Liteni | 1–0  | LPS Suceava |

Viitorul Liteni won the Liga IV Suceava County and qualify for promotion play-off to Liga III.

### Teleorman County
Only four teams from the previous season declared they could meet the conditions imposed by the COVID-19 medical protocol.
| Loc | Echipa             | MJ | V | E | Î | GM | GP | DG  | Pct | Calificare                          |
| --- | ------------------ | -- | - | - | - | -- | -- | --- | --- | ----------------------------------- |
| 1   | Rapid Buzescu (Q)  | 6  | 4 | 2 | 0 | 20 | 6  | +14 | 14  | Qualification to championship final |
| 2   | Ajax Botoroaga (Q) | 6  | 4 | 1 | 1 | 21 | 6  | +15 | 13  | Qualification to championship final |
| 3   | Alexandria II      | 6  | 2 | 1 | 3 | 15 | 15 | 0   | 7   |                                     |
| 4   | Viitorul Butești   | 6  | 0 | 0 | 6 | 6  | 35 | −29 | 0   |                                     |

Results
| \| Acasă \ Deplasare \| RBZ \| AJX \| AL2 \| VBT \| \| ----------------- \| --- \| --- \| --- \| --- \| \| Rapid Buzescu \| \| 2–1 \| 6–0 \| 8–3 \| \| Ajax Botoroaga \| 1–1 \| \| 7–0 \| 5–0 \| \| Alexandria II \| 0–0 \| 1–2 \| \| 8–0 \| \| Viitorul Butești \| 1–3 \| 2–5 \| 0–6 \| \| Sursă: AJF Teleorman Culori: Albastru = câștigă gazdele; Galben = remiză; Roșu = câștigă oaspeții. |     |     |     |     |
| Acasă \ Deplasare | RBZ | AJX | AL2 | VBT |
| Rapid Buzescu |     | 2–1 | 6–0 | 8–3 |
| Ajax Botoroaga | 1–1 |     | 7–0 | 5–0 |
| Alexandria II | 0–0 | 1–2 |     | 8–0 |
| Viitorul Butești | 1–3 | 2–5 | 0–6 |     |

Championship final 
The championship final was played between the leader and the runner-up of the regular season. If the match ended in a draw, the higher-seeded team was declared the winner.
| Echipa 1      | Scor | Echipa 2       |
| ------------- | ---- | -------------- |
| Rapid Buzescu | 2–2  | Ajax Botoroaga |

Rapid Buzescu won the Liga IV Teleorman County and qualify for promotion play-off to Liga III.

### Timiș County
Due to the COVID-19 pandemic, only seven teams from the previous season season and two promoted sides from Liga V – Timiș County, CS Comloșu Mare (Series I winner) and Avântul Topolovățu Mare (Series III winner), entered this short tournament.
| Loc | Echipa                    | MJ | V | E | Î | GM | GP | DG  | Pct | Calificare                          |
| --- | ------------------------- | -- | - | - | - | -- | -- | --- | --- | ----------------------------------- |
| 1   | Pobeda Stár Bišnov (C, Q) | 8  | 7 | 0 | 1 | 13 | 5  | +8  | 21  | Qualification to promotion play-off |
| 2   | Peciu Nou                 | 8  | 6 | 1 | 1 | 22 | 9  | +13 | 19  |                                     |
| 3   | Phoenix Buziaș            | 8  | 5 | 1 | 2 | 17 | 11 | +6  | 16  |                                     |
| 4   | Comloșu Mare              | 8  | 5 | 0 | 3 | 15 | 10 | +5  | 15  |                                     |
| 5   | UVT Timișoara             | 8  | 3 | 1 | 4 | 17 | 11 | +6  | 10  |                                     |
| 6   | Unirea Sânnicolau Mare    | 8  | 3 | 1 | 4 | 15 | 19 | −4  | 10  |                                     |
| 7   | Timișul Șag               | 8  | 2 | 2 | 4 | 10 | 11 | −1  | 8   |                                     |
| 8   | Avântul Topolovățu Mare   | 8  | 1 | 1 | 6 | 11 | 27 | −16 | 4   |                                     |
| 9   | Dudeștii Noi              | 8  | 0 | 1 | 7 | 5  | 22 | −17 | 1   |                                     |

Results
| \| Acasă \ Deplasare \| POB \| PEC \| PHO \| COM \| UVT \| SÂN \| ȘAG \| TOP \| DUD \| \| ----------------------- \| --- \| --- \| --- \| --- \| --- \| --- \| --- \| --- \| --- \| \| Pobeda Stár Bišnov \| \| \| 1–0 \| 0–1 \| \| 2–1 \| 2–1 \| \| \| \| Peciu Nou \| 0–1 \| \| \| 1–0 \| \| 8–1 \| 2–1 \| \| \| \| Phoenix Buziaș \| \| 3–3 \| \| \| 3–2 \| \| \| 3–0 \| 3–1 \| \| Comloșu Mare \| \| \| 1–2 \| \| \| 1–3 \| \| 6–2 \| 2–0 \| \| UVT Timișoara \| 0–1 \| 2–3 \| \| 0–1 \| \| \| 1–1 \| \| \| \| Unirea Sânnicolau Mare \| \| \| 1–3 \| \| 0–4 \| \| \| 5–0 \| 3–0 \| \| Timișul Șag \| \| \| 2–0 \| 2–3 \| \| 1–1 \| \| \| 1–0 \| \| Avântul Topolovățu Mare \| 2–3 \| 0–2 \| \| \| 2–4 \| \| 2–1 \| \| \| \| Dudeștii Noi \| 0–3 \| 1–3 \| \| \| 0–4 \| \| \| 3–3 \| \| Sursă: AJF Timiș Culori: Albastru = câștigă gazdele; Galben = remiză; Roșu = câștigă oaspeții. |     |     |     |     |     |     |     |     |     |
| Acasă \ Deplasare | POB | PEC | PHO | COM | UVT | SÂN | ȘAG | TOP | DUD |
| Pobeda Stár Bišnov |     |     | 1–0 | 0–1 |     | 2–1 | 2–1 |     |     |
| Peciu Nou | 0–1 |     |     | 1–0 |     | 8–1 | 2–1 |     |     |
| Phoenix Buziaș |     | 3–3 |     |     | 3–2 |     |     | 3–0 | 3–1 |
| Comloșu Mare |     |     | 1–2 |     |     | 1–3 |     | 6–2 | 2–0 |
| UVT Timișoara | 0–1 | 2–3 |     | 0–1 |     |     | 1–1 |     |     |
| Unirea Sânnicolau Mare |     |     | 1–3 |     | 0–4 |     |     | 5–0 | 3–0 |
| Timișul Șag |     |     | 2–0 | 2–3 |     | 1–1 |     |     | 1–0 |
| Avântul Topolovățu Mare | 2–3 | 0–2 |     |     | 2–4 |     | 2–1 |     |     |
| Dudeștii Noi | 0–3 | 1–3 |     |     | 0–4 |     |     | 3–3 |     |

### Vaslui County
Only five teams from the previous season declared they could meet the conditions imposed by the COVID-19 medical protocol.
| Loc | Echipa                  | MJ | V | E | Î | GM | GP | DG  | Pct | Calificare                          |
| --- | ----------------------- | -- | - | - | - | -- | -- | --- | --- | ----------------------------------- |
| 1   | CSM Vaslui (C, Q)       | 7  | 5 | 2 | 0 | 27 | 5  | +22 | 17  | Qualification to promotion play-off |
| 2   | Rapid Brodoc            | 7  | 4 | 3 | 0 | 23 | 6  | +17 | 15  |                                     |
| 3   | Gârceni                 | 7  | 3 | 1 | 3 | 19 | 15 | +4  | 10  |                                     |
| 4   | Vulturești              | 7  | 1 | 0 | 6 | 10 | 33 | −23 | 3   |                                     |
|     |                         |    |   |   |   |    |    |     |     |                                     |
| 5   | Viitorul Vetrișoaia (E) | 4  | 0 | 0 | 4 | 5  | 25 | −20 | 0   | Eliminated                          |

1. ↑  The team ranked last after four rounds were eliminated.

Results
| \| Acasă \ Deplasare \| VAS \| RAP \| GÂR \| VUL \| VET \| \| ------------------- \| --- \| --- \| --- \| ---- \| --- \| \| CSM Vaslui \| \| 1–1 \| 1–0 \| 12–1 \| 7–1 \| \| Rapid Brodoc \| 1–1 \| \| 3–1 \| 6–1 \| 6–0 \| \| Gârceni \| 0–2 \| 2–2 \| \| 3–1 \| \| \| Vulturești \| 1–3 \| 0–4 \| 3–4 \| \| \| \| Viitorul Vetrișoaia \| \| \| 3–9 \| 1–3 \| \| Sursă: AJF Vaslui Culori: Albastru = câștigă gazdele; Galben = remiză; Roșu = câștigă oaspeții. |     |     |     |      |     |
| Acasă \ Deplasare | VAS | RAP | GÂR | VUL  | VET |
| CSM Vaslui |     | 1–1 | 1–0 | 12–1 | 7–1 |
| Rapid Brodoc | 1–1 |     | 3–1 | 6–1  | 6–0 |
| Gârceni | 0–2 | 2–2 |     | 3–1  |     |
| Vulturești | 1–3 | 0–4 | 3–4 |      |     |
| Viitorul Vetrișoaia |     |     | 3–9 | 1–3  |     |

### Vâlcea County
Only three teams from the previous season and one from the fifth league — CS Mădulari — announced that they could comply with the conditions imposed by the medical protocol due to the COVID-19 pandemic.
| Loc | Echipa                     | MJ | V | E | Î | GM | GP | DG  | Pct | Calificare                          |
| --- | -------------------------- | -- | - | - | - | -- | -- | --- | --- | ----------------------------------- |
| 1   | Băbeni (Q)                 | 6  | 4 | 2 | 0 | 12 | 5  | +7  | 14  | Qualification to championship final |
| 2   | Păușești Otăsău (Q)        | 6  | 3 | 1 | 2 | 15 | 9  | +6  | 10  | Qualification to championship final |
| 3   | Mădulari                   | 6  | 3 | 1 | 2 | 11 | 10 | +1  | 10  |                                     |
| 4   | Chimia 1973 Râmnicu Vâlcea | 6  | 0 | 0 | 6 | 5  | 19 | −14 | 0   |                                     |

Results
| \| Acasă \ Deplasare \| BĂB \| PĂU \| MĂD \| CHI \| \| -------------------------- \| --- \| --- \| --- \| --- \| \| Băbeni \| \| 3–1 \| 2–1 \| 2–0 \| \| Păușești Otăsău \| 1–1 \| \| 4–1 \| 6–2 \| \| Mădulari \| 1–1 \| 2–1 \| \| 4–2 \| \| Chimia 1973 Râmnicu Vâlcea \| 1–3 \| 0–2 \| 0–2 \| \| Sursă: AJF Vâlcea Culori: Albastru = câștigă gazdele; Galben = remiză; Roșu = câștigă oaspeții. |     |     |     |     |
| Acasă \ Deplasare | BĂB | PĂU | MĂD | CHI |
| Băbeni |     | 3–1 | 2–1 | 2–0 |
| Păușești Otăsău | 1–1 |     | 4–1 | 6–2 |
| Mădulari | 1–1 | 2–1 |     | 4–2 |
| Chimia 1973 Râmnicu Vâlcea | 1–3 | 0–2 | 0–2 |     |

Championship final 
The championship final was played between the leader and the runner-up of the regular season. If the match ended in a draw, the higher-seeded team was declared the winner.
| Echipa 1 | Scor | Echipa 2        |
| -------- | ---- | --------------- |
| Băbeni   | 2–1  | Păușești Otăsău |

Băbeni won the Liga IV Vâlcea County and qualify for promotion play-off to Liga III.

### Vrancea County
Only four teams from the previous season, along with two new teams — Inizio Focșani and Prosport Focșani — announced that they could comply with the conditions imposed by the medical protocol due to the COVID-19 pandemic. However, the competition ended after the deadline set by the FRF, and the Vrancea County winner did not participate in the promotion play-off.
| Loc | Echipa            | MJ | V | E | Î | GM | GP | DG  | Pct | Calificare                          |
| --- | ----------------- | -- | - | - | - | -- | -- | --- | --- | ----------------------------------- |
| 1   | Dumbrăveni        | 5  | 4 | 1 | 0 | 17 | 8  | +9  | 13  | Qualification to championship final |
| 2   | Inizio Focșani    | 5  | 3 | 1 | 1 | 12 | 3  | +9  | 10  | Qualification to championship final |
| 3   | Siretul Suraia    | 5  | 2 | 2 | 1 | 9  | 9  | 0   | 8   | Qualification to third place match  |
| 4   | Panciu            | 5  | 2 | 1 | 2 | 21 | 11 | +10 | 7   | Qualification to third place match  |
| 5   | Tractorul Nănești | 5  | 1 | 1 | 3 | 14 | 13 | +1  | 4   |                                     |
| 6   | Prosport Focșani  | 5  | 0 | 0 | 5 | 4  | 33 | −29 | 0   |                                     |

Results
| \| Acasă \ Deplasare \| DBV \| INF \| SSU \| PAN \| TRN \| PRF \| \| ----------------- \| --- \| --- \| --- \| --- \| --- \| ---- \| \| Dumbrăveni \| \| 2–1 \| \| 3–3 \| 2–1 \| \| \| Inizio Focșani \| \| \| \| 3–0 \| \| 6–0 \| \| Siretul Suraia \| 1–5 \| 1–1 \| \| 2–1 \| \| 3–0 \| \| Panciu \| \| \| \| \| 7–2 \| 10–1 \| \| Tractorul Nănești \| \| 0–1 \| 2–2 \| \| \| 9–1 \| \| Prosport Focșani \| 2–5 \| \| \| \| \| \| Sursă: AJF Vrancea Culori: Albastru = câștigă gazdele; Galben = remiză; Roșu = câștigă oaspeții. |     |     |     |     |     |      |
| Acasă \ Deplasare | DBV | INF | SSU | PAN | TRN | PRF  |
| Dumbrăveni |     | 2–1 |     | 3–3 | 2–1 |      |
| Inizio Focșani |     |     |     | 3–0 |     | 6–0  |
| Siretul Suraia | 1–5 | 1–1 |     | 2–1 |     | 3–0  |
| Panciu |     |     |     |     | 7–2 | 10–1 |
| Tractorul Nănești |     | 0–1 | 2–2 |     |     | 9–1  |
| Prosport Focșani | 2–5 |     |     |     |     |      |

Championship play-off
Third place match 
The third place match was played on 13 June 2021 at Măgura Stadium in Jariștea.
| Echipa 1       | Scor | Echipa 2 |
| -------------- | ---- | -------- |
| Siretul Suraia | 5–3  | Panciu   |

Championship final 
The championship final was played on 13 June 2021 at Comunal Stadium in Gugești.
| Echipa 1   | Scor | Echipa 2       |
| ---------- | ---- | -------------- |
| Dumbrăveni | 2–3  | Inizio Focșani |

Inizio Focșani won the Liga IV Vrancea County.